# Kahlkogel
Il Kahlkogel (1.835 m s.l.m. - in sloveno Golica) è una montagna della catena delle Caravanche, che fa da confine tra Austria e Slovenia. È una delle montagne più caratteristiche della catena, famosa per i suoi narcisi, che fioriscono con un po' di ritardo verso l'inizio di giugno. Sulla cima ci sono alcune panche e un libro per le iscrizioni.